# Ebenavia maintimainty
Ebenavia maintimainty — вид геконоподібних ящірок родини геконових (Gekkonidae). Ендемік Мадагаскару.

## Поширення і екологія
Ebenavia maintimainty мешкають на південному заході острова Мадагаскар, в регіоні Аціму-Андрефана, зокрема в Національному парку Ціманампецуца. Вони живуть в сухих, колючих чагарникових заростях, серед вапнякових скель, на висоті до 100 м над рівнем моря. Ведуть нічний спосіб життя. Самиці відкладають 1 яйце.

## Збереження
МСОП класифікує цей вид як такий, що перебуває під загрозою зникнення. Ebenavia maintimainty є локально поширеним видом, якому завгрожує знищення природного середовища.